# FX, effets spéciaux
Cet article concerne la série télévisée. Pour le film réalisé par Robert Mandel, voir F/X, effets de choc.
FX, effets spéciaux (F/X: The Series) est une série télévisée américano-canadienne en un pilote de 90 minutes et 38 épisodes de 45 minutes, créée d'après les personnages de Robert T. Megginson et diffusée du 9 septembre 1996 au 25 mai 1998 en syndication aux États-Unis et sur CTV au Canada. En France, la série a été diffusée du 4 juillet 1997 au 5 septembre 1998 sur M6 puis rediffusée sur Série Club, 13e rue en 2006 puis la saison 1 sur Virgin 17 en juin 2010.
Cette série est inspirée par le film F/X, effets de choc (1986) réalisé par Robert Mandel et sa suite F/X2, effets très spéciaux (1991) réalisée par Richard Franklin. Bryan Brown y tient le rôle de Rollie et Brian Dennehy celui de Leo.

## Synopsis
Ancien cascadeur, Rollie Tyler est un spécialiste des effets spéciaux. Il met parfois son ingéniosité au service de son ami Leo McCarthy, de la police de New York, pour faire tomber divers criminels.

## Distribution
- Cameron Daddo (VF : Éric Legrand) : Rolland « Rollie » Tyler
- Christina Cox (VF : Virginie Méry) : Angela « Angie » Ramirez
- Kevin Dobson (VF : Jean-Claude Balard) : Détective Leo McCarthy (saison 1)
- Jacqueline Torres (VF : Élisabeth Fargeot) : Détective Palmira « Mira » Sanchez (saison 2)
- Carrie-Anne Moss (VF : Juliette Degenne) : Lucinda Scott (saison 1)
- Richard Waugh (en) : Marvin Van Duran
- Jason Blicker (en) : Détective Francis « Frank » Gatti
- Tony Nappo (en) : Détective Anthony « Tony » Rizzo (4 épisodes)
- Sherry Miller : Colleen O'Malley (saison 1)

## Épisodes

### Première saison (1996-1997)
1. L'Illusion (The Illusion) (Double épisode)
2. Alerte à la bombe (Zero Hour)
3. Haute Voltige (High Risk)
4. Fausse Manœuvre (Pay Back)
5. Les Joyaux de la couronne (The Brotherhood)
6. Dingo (Dingo)
7. Secrets militaires (White Light)
8. Le Gang des voitures de luxe (The Ring)
9. French Kiss (French Kiss)
10. L'Œil du dragon (Eye of the Dragon)
11. Cible (Target)
12. Les Faux Monnayeurs (Supernote)
13. Médée (Medea)
14. La Traque (Shivaree)
15. Sous le signe des gémeaux (Gemini)
16. Dans la peau d’un autre (Double Image)
17. Prototypes explosifs (Quicksilver)
18. Rollie monte au créneau (Get Fast)
19. Mauvaise Influence (Bad Influence)
20. Retrouvailles mouvementées (Reunion)
21. Un drôle de scénario (Script Doctor)

### Deuxième saison (1997-1998)
1. Requiem pour un flic (Requiem for a Cop)
2. Une affaire à régler (Unfinished Business)
3. Hold-Up (Siege)
4. Production avec préméditation (Shooting Mickey)
5. Menace chimique (Deep Cover)
6. La Maison des horreurs (House of Horrors)
7. Casino volant (High Roller)
8. Le Père spirituel (Ritual)
9. Poursuite nocturne (Spanish Harlem)
10. Retour vers le passé (Flashback)
11. Le Témoin (Standoff)
12. Vendetta (Vigilantes)
13. Moissons funèbres (Reaper)
14. Un feu d’enfer (Inferno)
15. Le Mauvais Œil (Evil Eye)
16. Coup de froid (Chiller)
17. Le Voleur invisible (Thief)
18. Le Bouc émissaire (Red Storm)